# Laguna Lekki
El Laguna Lekki (en inglés: Lekki Lagoon) a veces escrito Leeki, es una laguna ubicada en los estados de Lagos y Ogun en el sur del país africano de Nigeria. El cuerpo de agua se encuentra justo al este de la laguna de Lagos y está conectada a ella por un canal. Está rodeada de muchas playas.
Hay dos fases de construcción en las proximidades de Lekki, que son Lekki fase I y Lekki fase II. Lekki fase I es considerado como uno de los lugares más caros para vivir en el estado de Lagos. Esto se debe a los últimos desarrollos de vivienda que se están creando en la fase de Lekki I . Se ha predicho por muchos que la vecina Península Lekki pronto se convertirá en una de las mejores zonas para vivir y trabajar en Lagos. Las casas en lekki está entre las más grandes del área.